# 加藤俊子
加藤 俊子（かとう としこ、1839年1月15日〈天保9年12月1日〉 - 1899年（明治32年）6月27日）は、明治時代の日本の教育者である。加藤としとも表記される。女子独立学校創立者。
白井伊佐衛門の子として越後国（現新潟県）に生まれた。1852年、越後国板屋沢村の庄屋加藤雄次郎と結婚し、3男1女をもうけるが、夫と死別する。
1881年(明治14年)に子供がパーム病院に入院したことから、T・A・パームを通してキリスト教に接触する。1883年に村上に移住し、1884年5月、息子の加藤勝弥夫妻と一緒にR・H・デーヴィス宣教師より洗礼を受ける。
1885年上京し、数寄屋橋教会（巣鴨教会）に所属する。1884年より3年間ケート・ヤングマンの伝道学校で学んだが、東京市牛込に転居したので退学した。
1888年に有志と共に淀橋町角筈（高須藩松平家角筈屋敷跡の一部）で、中流以下の貧しい女子の職業訓練と学問を目的とした女子独立学校を創立し、自ら校長として女子教育に携わった。1899年6月の加藤が死去する前に内村鑑三に校長を託した。内村は一年ほど校長についたが、経営難となり、勝田孫弥がこれを引き取り、1902年に精華女学校として再出発、その後内村の弟子・松前重義が創立者である東海大学が1974年に引き継ぎ、男女共学の附属高校とした。
姪に日本女子高等学院初代院長加治いつ。